# 矢野亜沙美
矢野 亜沙美（やの あさみ、10月6日 - ）は、日本の女性声優。大阪府出身。81プロデュース所属。

## 略歴
ある時、パッと浮かんできたことで声優を目指したという。
アミューズメントメディア総合学院卒業。
2012年4月1日付で81プロデュースに所属。

## 人物
趣味は深海魚調べ、読書。
好きなものはたこ焼き（粉がつお）で、特技はたこ焼きの早回し。

## 出演
太字はメインキャラクター。

### テレビアニメ
2011年
- SKET DANCE（2011年 - 2012年、女子生徒A、TVドラマの女）
- プリティーリズム・オーロラドリーム（女の子）

2012年
- バクマン。（女子生徒3）
- ヨルムンガンド PERFECT ORDER（ウェイトレス）

2013年
- イナズマイレブンGO ギャラクシー（神田里子）
- サーバント×サービス（客A）
- THE UNLIMITED 兵部京介（女性キャスター）
- ステラ女学院高等科C3部（瀬戸きなこ）
- 団地ともお（2013年 - 2014年、本田先生、同級生C、小学生B、小田、デパート店員 他）
- 超速変形ジャイロゼッター（生徒）
- 東京レイヴンズ（女性の声〈TV〉）
- プリティーリズム・レインボーライブ（客1）
- ポケットモンスター ベストウイッシュ シーズン2（生徒たち、メリープ、ロトムたち）- 2シリーズ
- ポケットモンスター ミュウツー 〜覚醒への序章〜（バージルのエーフィ）
- 名探偵コナン（2013年 - 2016年、ウェイトレス、カップル、アナウンサー）

2014年
- アイカツ!（2014年 - 2015年、長谷川まつり、女性PR担当、堂島ニーナ）
- 彼女がフラグをおられたら（観光客A）
- そにアニ -SUPER SONICO THE ANIMATION-（増村ゆうこ、アヤカのママ、部長、安達、女生徒A、客A）
- ハピネスチャージプリキュア!（2014年 - 2015年、古田かな、大森あい、キュアアール、園児）
- ヒーローバンク（2014年 - 2015年、井草ラン、女教師、ナガレの母、男の子、地元民女、ミス・グラス）
- ポケットモンスター XY（メイド）
- 弱虫ペダル（同級生）

2015年
- アイドルマスター シンデレラガールズ（編集）
- アブソリュート・デュオ（受付嬢）
- うたわれるもの 偽りの仮面（女性客）
- 俺物語!!（人妻1）
- 境界のRINNE（女子D、美少女A、女子A）
- コトリサンバ（ホー先生）
- 緋弾のアリアAA（蘭豹）
- プリパラ（客）
- 夜ノヤッターマン（ヤッター兵）

2016年
- かみさまみならい ヒミツのここたま（直子）
- キズナイーバー（おばさんB）
- 装神少女まとい（美女）
- ベイブレードバースト（荒波京司）
- 霊剣山 星屑たちの宴（受験者、美女）

2017年
- リトルウィッチアカデミア（バドコック）
- 恋愛暴君（青司の母）
- 冴えない彼女の育てかた♭（先生）
- 異世界はスマートフォンとともに。（エレン・エルネア・オルトリンデ）
- THE REFLECTION（機内アナウンス）
- アイドルタイムプリパラ（吹子）
- シルバニアファミリー ミニストーリー（2017年 - 2018年、トイプードルのお姉さん、トイプードルの赤ちゃん）- 2シリーズ
- クレヨンしんちゃん（女性B）

2018年
- ゆるキャン△（パートの女性）
- こねこのチー ポンポンらー大旅行（お掃除ロボット、機械音声）

2020年
- アイカツオンパレード!（堂島ニーナ）
- へやキャン△（自転車の女性、TVキャスターの声）
- 22/7（桜の母）
- 恋とプロデューサー〜EVOL×LOVE〜（ファン）

2021年
- アイカツプラネット!（お悩みナナ組）

### 劇場アニメ
- 映画 プリキュアオールスターズNewStage3 永遠のともだち（2014年、女の子）
- 映画 ハピネスチャージプリキュア! 人形の国のバレリーナ（2014年、つむぎの友達）
- 劇場版 アイカツ!（2014年）
- アイカツ! 〜ねらわれた魔法のアイカツ!カード〜（2016年、堂島ニーナ）
- KING OF PRISM -PRIDE the HERO-（2017年）
- アイカツ!×プリパラ THE MOVIE -出会いのキセキ!-（2025年、堂島ニーナ[9]）

### OVA
- ベネッセ チャレンジ（2011年、女子生徒）
- 12歳。（2014年、女子A） - 『ちゃお』2014年8月号付録

### Webアニメ
- エリートバナナ・バナ夫（2015年、かおり）

### ゲーム
2012年
- エクストルーパーズ（新入隊員）

2014年
- アルカナ・ファミリア コレツィオーネ!（リズ）
- 俺タワー -Over Legend Endless Tower-（ノコギリ、鑿、ディーゼルジェネレイター、シャフローダー）
- ハナヤマタ よさこいLIVE!（リンカ）

2015年
- KRITIKA（エクレア）
- ザクセスヘブン（笠尾春乃、園山瑠夏）
- 戦国アスカZERO（ぬこ又、石川五右衛門、中川秀政、淀殿、幸徳井友景、佐々成政、上泉秀胤、徳川綱吉、細川忠興）
- 大正×対称アリス
- DYNAMIC CHORD feat.Liar-S（MERI）
- ネットハイ（コーディリア、ゴネリル、リーガン）
- モン娘☆は〜れむ（ヨモギ、モフモフ、サマリア、ルフナ、桃千）

2016年
- アイカツ! フォトonステージ!!（堂島ニーナ）
- エンドライド -X fragments-（ルミエーラ）
- 白猫テニス（イヅナ）
- 星界神話（星霊・ティア）
- ベイブレードバースト（荒波京司）

2017年
- 異世界でカフェを開店しました。（オリヴィア・シャーレイン）
- クイズRPG 魔法使いと黒猫のウィズ（メイフウ、テッテ）
- はがねオーケストラ（フウカ、トウカ、キララ、カーミラ）
- 武器よさらば（レイナ、ユキ）
- リトルウィッチアカデミア 時の魔法と七不思議（バドコック先生、メアリー）

2019年
- アークザラッド R（イネス）

2020年
- ファイナルファンタジーVII リメイク
- 聖剣伝説3 TRIALS of MANA（PVナレーション）
- 戦国RENKA ズーム!（細川忠興、徳川綱吉、上泉秀胤）

### ドラマCD
- ドラマCD声優ver. 冬のソナタ（2009年、女性教師）
- アルカナ・ファミリア コレツィオーネ みんなモバカナドラマ劇場（2014年、リズ）
- TVアニメ LOVE STAGE!! ドラマCD「SUMMER STAGE!!」（2014年、アナウンス）
- 第38期 藍本女子高等学校生徒会活動日誌 あいぽんドラマCD（2014年）※i☆Ris 2nd Anniversary Live〜Dream Evolution〜入場者に配布された非売品
- ウマ娘 プリティーダービー STARTING GATE 04 ドラマ「Special Today! -R4-」（2017年、女性コーチ）
- TVアニメ/データカードダス『アイカツ!』&『アイカツスターズ!』スペシャルドラマCD（2018年、堂島ニーナ）

### BLCD
- ブサメン男子♂〜イケメン彼氏の作り方〜シリーズ（2012年、渡辺拓海 他）
- 碧の王子〜Prince of Silva〜（2014年、ナオミ）
- 営業二課っ!（2015年、社員）
- STAR☆Right（2015年、浜口まゆみ）

### 吹き替え

#### 映画
- ゴーストバスターズ
- ザ・スイッチ
- ジャングル・ブック（サイの子）
- ターザン:REBORN（少女1[40]）
- T2 トレインスポッティング（ナース）
- トランス・ワールド（ジョディ）
- パーフェクト・ルーム（サラ・ディーキンズ（イザベル・ルーカス））
- バック・トゥ・ザ・フューチャー（坊や）※BSジャパン版
- マシンガン・プリーチャー（ペイジ）
- プリント・ザ・レジェンド
- ライアーズ・ゲーム（ケイティ）
- LOOK SUPER（アマンダ）

#### テレビドラマ
- 宇宙船レッド・ドワーフ号

#### アニメ
- 悪魔バスター★スター・バタフライ（ジャッキー・リン・トーマス、ヘカプー）
- アバローのプリンセス エレナ（シエラ）
- インサイド・ヘッド（夢の生徒2）
- キャスパーのオバケ学園（マンサ）
- ちいさなプリンセス ソフィア（ゾーイ王女）
- プレーンズ2/ファイアー&レスキュー（女ピント1）
- ライオン・ガード（フーリ）

#### オンラインゲーム
- メイプルストーリー（アラン）

### ボイスオーバー
- アンソニー世界を喰らう

### テレビ番組
- M-1グランプリ（アシスタント）
- J:COMテレビ「おかえり」（ナレーション）
- つながるGO!GO!（火曜日担当レギュラー）
- はちみつキッチン（声の出演）

### ラジオ
- 岩田光央・鈴村健一 スウィートイグニッション（アシスタント）
- 押忍!声優道場!!
- すっぴん!「源ちゃんのゲンダイ国語」コーナー

### ラジオドラマ
- らじどらッ!〜夜のドラマハウス〜

### デジタルコミック
- 真・週刊コミックTV+ よしわら花おぼろ（小紫）

### パチンコ・パチスロ
- パチスロ エイリヤンエボリューション（2017年、七曲るるこ[41]）